# (36483) 2000 QM32
2000 QM32 (asteroide 36483) é um asteroide da cintura principal. Possui uma excentricidade de 0.14909400 e uma inclinação de 6.39088º.
Este asteroide foi descoberto no dia 26 de agosto de 2000 por LINEAR em Socorro.